# George Reed
Pour les articles homonymes, voir Reed.

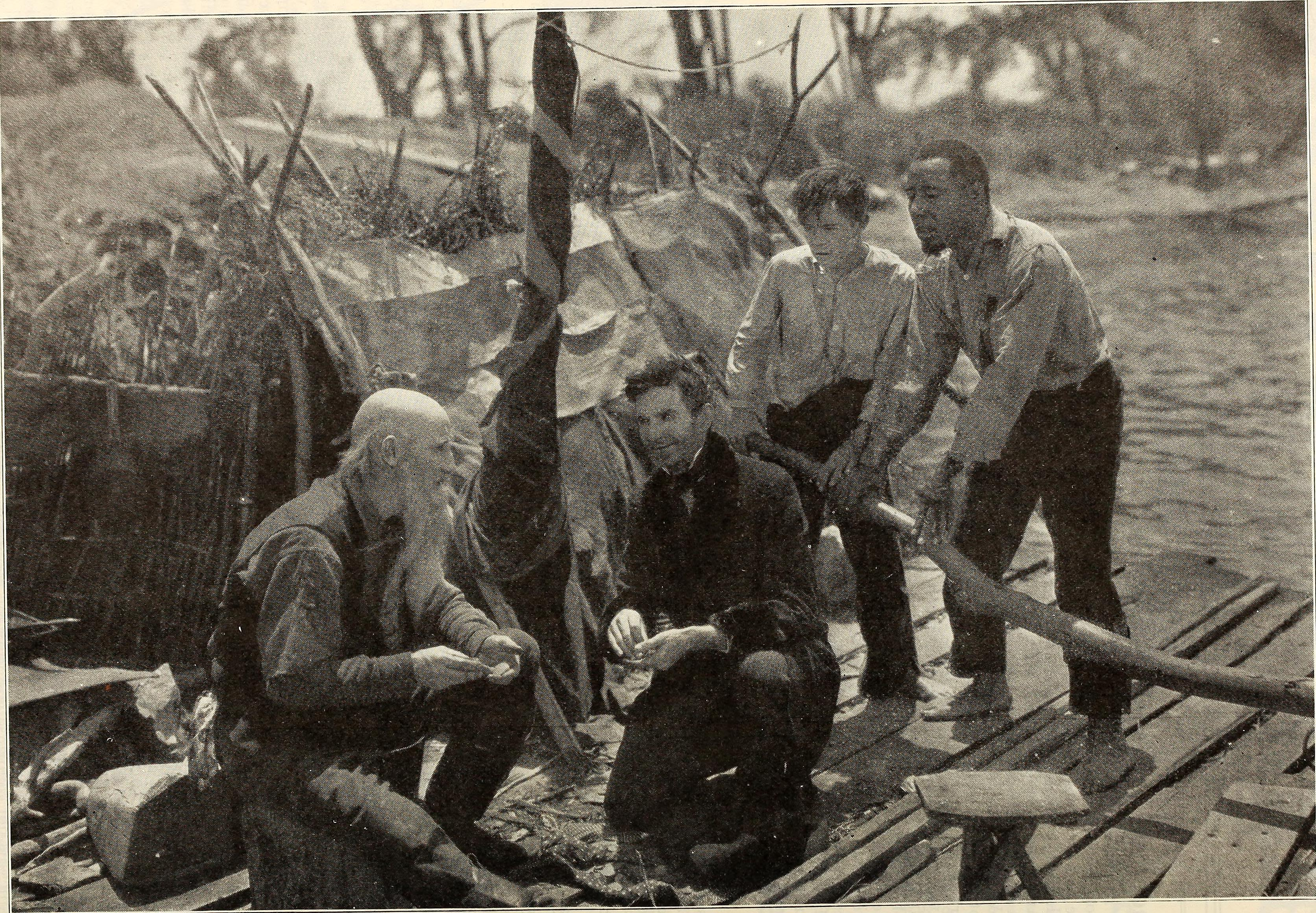
Tom Bates, Orrall Humphrey, Lewis Sargent et George Reed (de g. à d.), dans Huckleberry Finn (1920)

George Henry Reed, né le 27 novembre 1866 à Macon (Géorgie) et mort le 6 novembre 1952 à Los Angeles (quartier de Woodland Hills, Californie), est un acteur américain (parfois crédité George H. Reed).

## Biographie
Au cinéma, comme second rôle de caractère ou dans des petits rôles non crédités, George Reed contribue à cent-trente-huit films américains dès la période du muet, le premier étant Huckleberry Finn (en) de William Desmond Taylor (1920, avec Martha Mattox et Frank Lanning). De cette première période, mentionnons aussi Scars of Jealousy de Lambert Hillyer (1923, avec Edmund Burns et Lloyd Hughes) et La Fille de Négofol de John Ford (1925, avec Henry B. Walthall et Gertrude Astor).
Actif principalement durant la période du parlant, il apparaît notamment dans Les Verts Pâturages de Marc Connelly et William Keighley (1936, avec Rex Ingram et Oscar Polk), Les Flibustiers de Cecil B. DeMille (1938, avec Fredric March et Akim Tamiroff) et Mon secrétaire travaille la nuit de Mitchell Leisen (1942, avec Rosalind Russell et Fred MacMurray). Ses quatre derniers films sortent en 1947, dont Le Maître de la prairie d'Elia Kazan (avec Katharine Hepburn et Spencer Tracy).
À noter encore son rôle récurrent de Conover dans onze films (y compris le dernier en 1947), dont Trois Hommes en blanc de Willis Goldbeck (1944, avec Lionel Barrymore et Van Johnson) ; mais il tient surtout ce rôle dans sept films de la série cinématographique consacrée par la MGM au docteur James Kildare (en) (1939-1942, avec Lew Ayres dans le rôle-titre et Lionel Barrymore).
George Reed meurt en 1952, à 85 ans.  

## Filmographie partielle

### Période du muet
- 1920 : Huckleberry Finn (en) de William Desmond Taylor : Jim
- 1921 : Mur mitoyen (A Virginia Courtship)  de Frank O'Connor : rôle non spécifié
- 1923 : Cameo Kirby de John Ford : un croupier
- 1923 : Scars of Jealousy de Lambert Hillyer : Mose
- 1923 : Red Lights de Clarence G. Badger
- 1924 : The Vagabond Trail de William A. Wellman : George Romain
- 1924 : Helen's Babies de William A. Seiter : Rastus
- 1925 : La Fille de Négofol (Kentucky Pride) de John Ford : un entraîneur
- 1925 : The Golden Strain (en) de Victor Schertzinger : le maître d'hôtel
- 1926 : La Chevauchée de la mort (The Johnstown Flood) d'Irving Cummings : Dinty, le cuisinier
- 1926 : Pals First d'Edwin Carewe
- 1927 : The Rough Riders de Victor Fleming
- 1928 : Le Loup de soie noire (The Big City) de Tod Browning : un serveur
- 1929 : Le Célèbre Capitaine Blake (River of Romance) de Richard Wallace

### Période du parlant
- 1930 : La Divorcée (The Divorcee) de Robert Z. Leonard : le deuxième porteur
- 1931 : Le Beau Joueur (Smart Money) d'Alfred E. Green : George
- 1933 : La Revanche du cœur (Bed of Roses) de Gregory La Cava : le cuisinier de Dan sur le bateau
- 1933 : The Last Trail de James Tinling
- 1933 : Dans tes bras (Hold Your Man) de Sam Wood : le révérend Crippen
- 1934 : Train de luxe (Twentieth Century) d'Howard Hawks : Oncle Remus
- 1934 : Un héros moderne (A Modern Hero) de Georg Wilhelm Pabst
- 1934 : The Witching Hour d'Henry Hathaway : le maître d'hôtel de Prentice
- 1934 : Judge Priest de John Ford : un serviteur
- 1934 : Ce n'est pas un péché (Belles of the Nineties) de Leo McCarey : Frère Eben
- 1934 : Mrs. Wiggs of the Cabbage Patch de Norman Taurog : Julius
- 1935 : La Clé de verre (The Glass Key) de Frank Tuttle : le domestique noir (non crédité)
- 1935 : Ne pariez pas sur les blondes (Don't Bet on Blondes) de Robert Florey : le maître d'hôtel de Marilyn
- 1935 : Diamond Jim d'A. Edward Sutherland : un porteur
- 1935 : Amis pour toujours (Shipmates Forever) de Frank Borzage : Tom
- 1936 : L'Enchanteresse (The Gorgeous Hussy) de Clarence Brown : Braxton
- 1936 : Anthony Adverse de Mervyn LeRoy : un estropié
- 1936 : Les Verts Pâturages (The Green Pastures) de Marc Connelly et William Keighley : M. Deshee / Aaron
- 1936 : Je n'ai pas tué Lincoln (The Prisoner of Shark Island) de John Ford : l'homme indiquant une direction
- 1936 : Show Boat de James Whale : un vieil homme
- 1936 : Nick, gentleman détective (After the Thin Man) de W. S. Van Dyke : Dudley
- 1937 : Sa dernière chance (This Is My Affair) de William A. Seiter : un gardien au Capitole
- 1937 : À l'est de Shanghaï (West of Shanghai) de John Farrow : Fauntleroy
- 1937 : Saratoga de Jack Conway : un maître d'hôtel
- 1938 : Frou-frou (The Toy Wife) de Richard Thorpe : Gabriel
- 1938 : Kentucky de David Butler : Ben
- 1938 : Le Cavalier errant (Going Places) de Ray Enright : Sam
- 1938 : Les Flibustiers (The Buccaneer) de Cecil B. DeMille : Nicodemus
- 1938 : Josette et compagnie (Josette) de Allan Dwan : le maître d'hôtel
- 1939 : Swanee River de Sidney Lanfield : le vieux Joe
- 1940 : Maryland de Henry King : Oncle Henry
- 1940 : L'Étrange Cas du docteur Kildare (Dr. Kildare's Strange Case) de Harold S. Bucquet
- 1940 : Sporting Blood de S. Sylvan Simon
- 1941 : Le Grand Mensonge (The Great Lie) d'Edmund Goulding : le maître d'hôtel de Greenfield
- 1941 : Dr. Kildare's Wedding Day (en) d'Harold S. Bucquet : Conover
- 1941 : La Charge fantastique (They Died with Their Boots On) de Raoul Walsh : Charles
- 1941 : La Reine des rebelles (Belle Starr) d'Irving Cummings : le vieux Jake
- 1942 : Les Naufrageurs des mers du Sud (Reap the Wild Wind) de Cecil B. DeMille : un serveur de thé
- 1942 : Mon secrétaire travaille la nuit (Take a Letter, Darling) de Mitchell Leisen : Sam French
- 1942 : L'amour n'est pas en jeu (In This Our Life) de John Huston : le maître d'hôtel de Fitzroy
- 1942 : Six Destins (Tales of Manhattan) de Julien Duvivier : Christopher
- 1942 : The Loves of Edgar Allan Poe d'Harry Lachman : Mose
- 1943 : Dixie d'A. Edward Sutherland : Lucius
- 1943 : La Sœur de son valet (His Butler's Sister) de Frank Borzage : un conducteur de train
- 1944 : Le Jockey de l'amour (Home in Indiana) d'Henry Hathaway : Tuppy
- 1944 : Les Aventures de Mark Twain (The Adventures of Mark Twain) d'Irving Rapper : un observateur de la comète
- 1944 : Heavenly Days d'Howard Estabrook : un serviteur de Bigbee
- 1944 : Trois Hommes en blanc (3 Men in White) de Willis Goldbeck : Conover
- 1945 : La Grande Dame et le Mauvais Garçon (Nob Hill) d'Henry Hathaway : un vieil homme au El Dorado
- 1945 : L'Intrigante de Saratoga (Saratoga Trunk) de Sam Wood : un conducteur de cariole à La Nouvelle Orléans
- 1945 : Dangereuse Association (Dangerous Partners) d'Edward L. Cahn : un vieux porteur
- 1947 : Le Maître de la prairie (The Sea of Grass) d'Elia Kazan : Oncle Nat
- 1947 : L'Amour au trot (The Homestretch) d'H. Bruce Humberstone : Dee Dee